# Lewistown (Illinois)
Lewistown és una població dels Estats Units a l'estat d'Illinois. Segons el cens del 2000 tenia 2.522 habitants.

## Demografia
Segons el cens del 2000, Lewistown tenia 2.522 habitants, 1.092 habitatges, i 661 famílies. La densitat de població era de 529,2 habitants/km².
Dels 1.092 habitatges en un 25,8% hi vivien nens de menys de 18 anys, en un 48,4% hi vivien parelles casades, en un 9,7% dones solteres, i en un 39,4% no eren unitats familiars. En el 36,5% dels habitatges hi vivien persones soles el 21,1% de les quals corresponia a persones de 65 anys o més que vivien soles. El nombre mitjà de persones vivint en cada habitatge era de 2,23 i el nombre mitjà de persones que vivien en cada família era de 2,89.
Per edats la població es repartia de la següent manera: un 21,6% tenia menys de 18 anys, un 7,3% entre 18 i 24, un 26,2% entre 25 i 44, un 20,9% de 45 a 60 i un 24,1% 65 anys o més.
L'edat mediana era de 41 anys. Per cada 100 dones de 18 o més anys hi havia 83,9 homes.
La renda mediana per habitatge era de 30.943 $ i la renda mediana per família de 40.431 $. Els homes tenien una renda mediana de 31.979 $ mentre que les dones 19.569 $. La renda per capita de la població era de 15.620 $. Aproximadament el 4,8% de les famílies i el 7,1% de la població estaven per davall del llindar de pobresa.

## Poblacions més properes
El següent diagrama mostra les poblacions més properes.